# Rotwandlspitze
La Rotwandlspitze est une montagne culminant à 2 191 ou 2 192 m d'altitude dans le massif des Karwendel. Il forme un double sommet avec la Brunnensteinspitze à 2 180 m d'altitude.

## Géographie
La Rotwandlspitze se situe sur la frontière entre l'Allemagne et l'Autriche, à l'extrémité du sud-ouest du chaînon septentrional des Karwendel qui sépare la vallée de l'Isar en Bavière à l'ouest de la vallée de Karwendel au sud-est. À 150 m au sud-ouest se situe les Brunnensteinspitze, Brunnsteinspitze ou Pariserkreuz ; à son pied se trouve le refuge du Brunnstein.

## Ascension
Un sentier balisé au départ de Scharnitz conduit en suivant la ligne de crête au Brunnensteinkopf (1 924 m d'altitude) et au sommet de la Brunnensteinspitze (difficulté 1). Toutefois un autre sentier délaissé partant de Scharnitz part plus à l'est sur le flanc sud-est de la montagne. À l'ouest, un sentier part du refuge du Brunnstein.